# Билио
Билио (фр. Billio) насеље је и општина у северозападној Француској у региону Бретања, у департману Морбијан која припада префектури Понтиви.
По подацима из 2011. године у општини је живело 395 становника, а густина насељености је износила 32,83 становника/km². Општина се простире на површини од 12,03 km². Налази се на средњој надморској висини од 120 метара (максималној 167 m, а минималној 81 m).

## Демографија
| 1962. | 1968. | 1975. | 1982. | 1990. | 1999. | 2011. |
| ----- | ----- | ----- | ----- | ----- | ----- | ----- |
| 441   | 457   | 441   | 437   | 366   | 351   | 395   |

График промене броја становника у току последњих година